# Berga (Tracia)
Berga (en griego, Βέργα) es el nombre de una antigua ciudad griega de Tracia.
Estrabón la sitúa en territorio de los bisaltes, a 200 estadios de Anfípolis. De Berga procedía Antífanes de Berga, geógrafo del siglo IV a. C.
La ciudad perteneció a la liga de Delos puesto que aparece en listas de tributos a Atenas entre los años 451 y 429/8 a. C.
En el año 2000 se realizaron algunos trabajos de excavación puntuales que hallaron algunas tumbas del periodo arcaico, además de un cementerio otomano del siglo XIX que recubría otro cementerio del periodo bizantino. Unos años más tarde, a partir de 2005, se llevaron a cabo excavaciones a mayor escala. Estos trabajos sacaron a la luz restos de un asentamiento que perduró entre la parte final de la época arcaica y el periodo romano. Entre los restos hallados se encuentra un pequeño santuario acerca del que se ha sugerido que se trataba de un tesmoforio. Junto a él había un gran edificio rectangular que debía tratarse de un lugar de almacenaje o una sala de banquetes donde se hallaron restos de cerámica, monedas y huesos de animales que comprenden un periodo desde fines del siglo VI hasta el IV a. C. También se han hallado un grupo numeroso de tumbas de los periodos helenístico y romano que además albergaban objetos tales como monedas, piezas de orfebrería, lámparas y figuritas.
Se localiza cerca de Neo Escopos.